# Eleição municipal de Balneário Camboriú em 2016
A eleição municipal de Balneário Camboriú em 2016 foi realizada para eleger um prefeito, um vice-prefeito e 19 vereadores no município de Balneário Camboriú, no estado brasileiro de Santa Catarina. Foram eleitos) e  para os cargos de prefeito(a) e vice-prefeito(a), respectivamente. Seguindo a Constituição, os candidatos são eleitos para um mandato de quatro anos a se iniciar em 1º de janeiro de 2017. A decisão para os cargos da administração municipal, segundo o Tribunal Superior Eleitoral, contou com 91 438 eleitores aptos e 20 736 abstenções, de forma que 22.68% do eleitorado não compareceu às urnas naquele turno.

## Antecedentes
Entre os candidatos a prefeito, apenas Jade Martins Ribeiro nunca tinha disputado uma eleição antes. Ela é bacharel em Direito pela Universidade do Vale do Itajaí e pós graduada em Gestão de cidades pela mesma universidade. 
Fabricio José Satiro de Oliveira já foi vereador duas vezes pelo PSDB e deputado federal uma vez desde 2004 e chegou a concorrer ao cargo de vice-prefeito uma vez. 
Luiz Fernando Ozawa (conhecido como Professor Ozawa durante a campanha) já disputou uma eleição uma vez anteriormente. 
Por fim, Leonel Pavan é o candidato que mais disputou eleições. Começou a carreira política em 1982, quando foi eleito vereador pelo PMDB e três vezes como prefeito nos anos seguintes. Também ocupou os cargos de deputado federal em 1994 e 2014, senador em 2002 e vice governador em 2006.

## Campanha
O problema das fake news foi marcante durante a campanha. O jornal O Regional chegou a ser acusado de publicar informações falsas sobre o então candidato a prefeito Fabricio de Oliveira. A coligação do candidato entrou com uma liminar pedindo o direito de resposta de Oliveira. O Juiz Eleitoral Roque Cerutti determinou que o veículo deveria divulgar a resposta do candidato no mesmo espaço, página e tamanho que foram usados na matéria falsa. Além disso, o periódico deveria imprimir uma nova edição sob pena de multa.
Duas das coligações coligações com candidatos concorrendo ao cargo de prefeito tentaram impedir a publicação de pesquisas de opinião pelo canal Click Camboriú durante a campanha. Foram elas a coligação "Mudança precisa continuar" de Jade Martins e "Balneário Camboriú merece mais" de Leonel Pavan. A Juiza Patrícia Nolli, no entanto, não reconheceu irregularidades nessas pesquisas e permitiu a publicação.

## Resultados

### Eleição municipal de Balneário Camboriú em 2016 para Prefeito
A eleição para prefeito contou com 4 candidatos em 2016: Jade Martins Ribeiro do Movimento Democrático Brasileiro (1980), Leonel Pavan do Partido da Social Democracia Brasileira, Fabricio José Satiro de Oliveira do Partido Socialista Brasileiro, Luiz Fernando Ozawa do Partido Socialismo e Liberdade que obtiveram, respectivamente, 8 759, 22 689, 32 552, 1 889 votos. O Tribunal Superior Eleitoral também contabilizou 22.68% de abstenções nesse turno. 
| Candidato(a)                           | Vice                          | Coligação                        | Votos recebidos | Percentual |
| -------------------------------------- | ----------------------------- | -------------------------------- | --------------- | ---------- |
| Fabricio José Satiro de Oliveira (PSB) | Carlos Humberto Metzner Silva | Balneário de Novas Ideias        | 32552           | 49.4%      |
| Leonel Pavan (PSDB)                    | Fabio Francisco Flôr          | Balneário Camboriu Merece Mais   | 22689           | 34.44%     |
| Jade Martins Ribeiro (MDB)             | Jone Antonio Moi              | A Mudança Precisa Continuar      | 8759            | 13.29%     |
| Luiz Fernando Ozawa (PSOL)             | Ana Carolina Christoff        | Esquerda Sem Medo Porque Podemos | 1889            | 2.87%      |

### Eleição municipal de Balneário Camboriú em 2016 para Vereador
Na decisão para o cargo de vereador na eleição municipal de 2016, foram eleitos 19 vereadores com um total de 63 898 votos válidos. O Tribunal Superior Eleitoral contabilizou 3 303 votos em branco e 3 501 votos nulos. De um total de 91 438 eleitores aptos, 20 736 (22.68%) não compareceram às urnas.
| Nome                      | Partido político                               | Coligação                                               | Votos recebidos | Percentual |
| ------------------------- | ---------------------------------------------- | ------------------------------------------------------- | --------------- | ---------- |
| Leonardo Martins Machado  | Partido Progressista (PP)                      | Partido Progressista (sem coligação)                    | 1900            | 2.97%      |
| Asinil Medeiros           | Partido da República (PR)                      | Acredite na Mudança                                     | 1583            | 2.48%      |
| Arlindo da Cruz           | Movimento Democrático Brasileiro (MDB)         | Fé, Compromisso e Trabalho Para BC Seguir em Frente     | 1409            | 2.21%      |
| Nilson Frederico Probst   | Movimento Democrático Brasileiro (MDB)         | Fé, Compromisso e Trabalho Para BC Seguir em Frente     | 1310            | 2.05%      |
| Roberto Junior de Souza   | Movimento Democrático Brasileiro (MDB)         | Fé, Compromisso e Trabalho Para BC Seguir em Frente     | 1265            | 1.98%      |
| Moacir Schmidt            | Partido da Social Democracia Brasileira (PSDB) | Partido da Social Democracia Brasileira (sem coligação) | 1252            | 1.96%      |
| Marcelo Achutti           | Partido Progressista (PP)                      | Partido Progressista (sem coligação)                    | 1248            | 1.95%      |
| Andre Furlan Meirinho     | Partido Progressista (PP)                      | Partido Progressista (sem coligação)                    | 1247            | 1.95%      |
| Lucas Wilson Gotardo      | Partido Socialista Brasileiro (PSB)            | Balneário de Mãos Limpas                                | 1236            | 1.93%      |
| Gelson José Rodrigues     | Partido Socialista Brasileiro (PSB)            | Balneário de Mãos Limpas                                | 1196            | 1.87%      |
| Pedro Francez             | Partido da República (PR)                      | Acredite na Mudança                                     | 1137            | 1.78%      |
| David Fernandes           | Partido Socialista Brasileiro (PSB)            | Balneário de Mãos Limpas                                | 1130            | 1.77%      |
| Aldemar Pereira           | Partido da Social Democracia Brasileira (PSDB) | Partido da Social Democracia Brasileira (sem coligação) | 1088            | 1.7%       |
| Omar Mohamad Ali Tomalih  | Partido Socialista Brasileiro (PSB)            | Balneário de Mãos Limpas                                | 1086            | 1.7%       |
| Marcos Augusto Kurtz      | Movimento Democrático Brasileiro (MDB)         | Fé, Compromisso e Trabalho Para BC Seguir em Frente     | 1082            | 1.69%      |
| Elizeu Pereira            | Movimento Democrático Brasileiro (MDB)         | Fé, Compromisso e Trabalho Para BC Seguir em Frente     | 1074            | 1.68%      |
| Juliethe Pereira Nitz     | Partido da República (PR)                      | Acredite na Mudança                                     | 963             | 1.51%      |
| Joceli Carlos Nazari      | Partido Popular Socialista (PPS)               | Fé, Inovação e Trabalho                                 | 822             | 1.29%      |
| Patrick Hernandes Machado | Partido Democrático Trabalhista (PDT)          | União e Renovação por Balneário Camboriú                | 525             | 0.82%      |

## Análise
Balneário Camboriú é um dos mais importantes pontos turísticos brasileiros e, durante a campanha, o candidato Fabrício de Oliveira, promete, entre outras coisas, implementar um projeto para reformular urbanisticamente a Avenida Atlântica (que fica na beira na praia) da cidade e alargar a faixa de areia da praia central. Desde então, a prefeitura também já divulgou ações com a intenção de despoluir o canal do Marambaia.